# Rebecca Knaak
Rebecca Knaak (Adenau, 23 juni 1996) is een voetbalspeelster uit Duitsland. Ze speelt als verdediger voor Manchester City WFC in de Super League.

## Clubcarrière
Knaak begon op vijftienjarige leeftijd haar profcarrière door een contract te tekenen bij SC 07 Bad Neuenahr. Daarvoor was ze in de jeugdopleiding van de club uit Bad Neuenahr-Ahrweiler uitgekomen. Voor het tweede team kwam ze eenmaal uit in de Tweede Bundesliga in een 2-2 gelijkspel tegen 1. FFC Niederkirchen. Op 28 oktober 2012 maakte Knaak haar debuut in de Bundesliga in een doelpuntloos gelijkspel tegen VfL Sindelfingen door in de 88ste minuut Rachel Rinast te vervangen.
Voorafgaande aan het seizoen 2013/14 tekende Knaak een contract bij Bayer 04 Leverkusen. Voor deze club maakte ze op 16 november 2014 haar eerste doelpunt in de Bundesliga in een 5-1 overwinning op SC Freiburg. Naar deze club maakte Knaak een volgende transfer op 2 maart 2017.
Na vijf seizoenen voor SC Freiburg te hebben gespeeld, ging Knaak in 2022 bij FC Rosengård in de Damallsvenskan haar eerste buitenlandse avontuur aan. In Malmö tekende ze een driejarig contract. In haar debuutseizoen werd Knaak landskampioen met de club en won ze de Zweedse beker. Haar eerste doelpunt in de Damallsvenskan maakte Knaak in een 2-0 overwinning op concurrent BK Häcken.
Knaak stapte op 1 januari 2025 over naar de Engelse Super League club Manchester City WFC. Ze tekende een anderhalfjarig contract. In een met 2-4 verloren wedstrijd tegen Manchester United WFC maakte Knaak haar debuut voor de club. In dezelfde wedstrijd wist ze haar eerste doelpunt voor de Citizens te maken.

## Statistieken
| Seizoen | Club                | Land      | Competitie        | Wedstrijden | Doelpunten |
| ------- | ------------------- | --------- | ----------------- | ----------- | ---------- |
| 2012/13 | SC 07 Bad Neuenahr  | Duitsland | Bundesliga        | 12          | 0          |
| 2012/13 | SC Bad Neuenahr II  | Duitsland | Tweede Bundesliga | 2           | 0          |
| 2013/14 | Bayer 04 Leverkusen | Duitsland | Bundesliga        | 10          | 0          |
| 2014/15 | Bayer 04 Leverkusen | Duitsland | Bundesliga        | 12          | 1          |
| 2015/16 | Bayer 04 Leverkusen | Duitsland | Bundesliga        | 17          | 2          |
| 2016/17 | Bayer 04 Leverkusen | Duitsland | Bundesliga        | 17          | 1          |
| 2017/18 | SC Freiburg         | Duitsland | Bundesliga        | 17          | 1          |
| 2018/19 | SC Freiburg         | Duitsland | Bundesliga        | 21          | 2          |
| 2019/20 | SC Freiburg         | Duitsland | Bundesliga        | 20          | 3          |
| 2020/21 | SC Freiburg         | Duitsland | Bundesliga        | 16          | 2          |
| 2021/22 | SC Freiburg         | Duitsland | Bundesliga        | 12          | 1          |
| 2022    | FC Rosengård        | Zweden    | Damallsvenskan    | 13          | 4          |
| 2023    | FC Rosengård        | Zweden    | Damallsvenskan    | 4           | 0          |
| 2024    | FC Rosengård        | Zweden    | Damallsvenskan    | 19          | 11         |
| 2024/25 | Manchester City WFC | Engeland  | Super League      | 4           | 1          |
| Totaal  | Totaal              | Totaal    | Totaal            | 196         | 29         |

Laatste update: 19 maart 2025

## Interlandcarrière
Knaak maakte op 21 februari 2025 in een uitwedstrijd tegen Nederland haar debuut voor het Duitse nationale team door in de basis te starten. In haar tweede interland tegen Oostenrijk gaf Knaak een assist op de 1-1 van Laura Freigang in de met 4-1 gewonnen wedstrijd.